# Jan Erasmus Quellinus

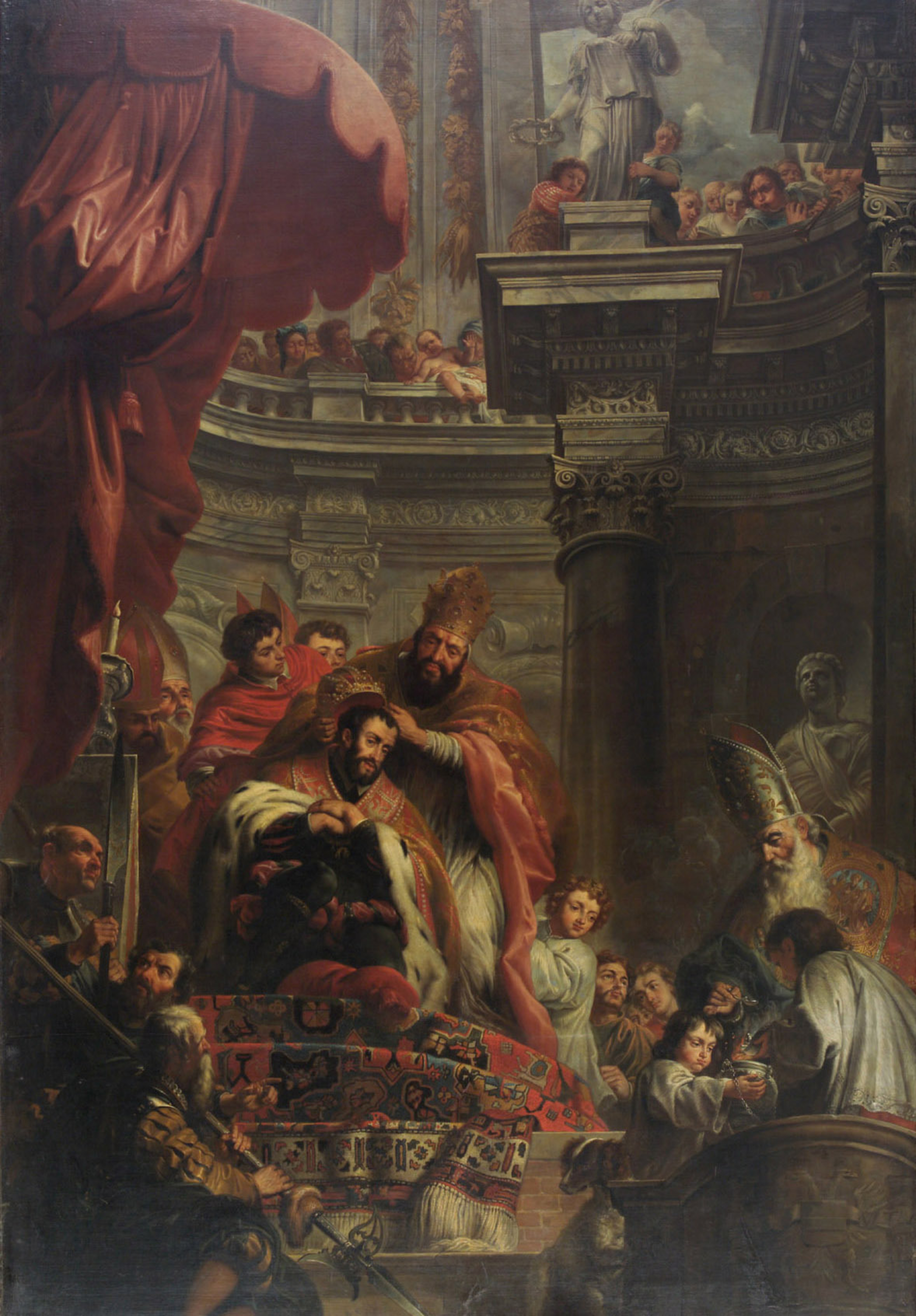
La coronación de Carlos V en Bolonia, 1681, óleo sobre lienzo, 413 x 285 cm, Viena, Kunsthistorisches Museum.

Jan Erasmus Quellinus (Amberes, 1634-Malinas, 1715) fue un pintor barroco flamenco, miembro de una familia de artistas e hijo de Erasmus Quellinus II.

## Biografía y obra
Bautizado el 1 de diciembre de 1634 en la Catedral de Amberes, comenzó su formación hacia 1649 como aprendiz de su padre. De 1657 a 1659 residió en Italia donde tuvo la oportunidad de completar su formación en el clasicismo aprendido en el taller paterno. De regreso a Amberes, en el curso 1660-1661, pasó algún tiempo en Venecia copiando las obras del Veronés, en quien se inspirará en algunas de sus composiciones posteriores. En Amberes contrajo matrimonio el 17 de octubre de 1662 con Cornelia Teniers, hija de David Teniers el Joven y de Anna Brueghel.
Artista fecundo, trabajó para las iglesias de Amberes y sus alrededores en la pintura de grandes retablos y series de asuntos bíblicos y vidas de santos, como la pintada para la abadía de San Miguel de Amberes hacia 1670. Al servicio de los Habsburgo se trasladó a  Viena en torno a 1680. Allí pintó para la decoración del Palacio Imperial de Hofburg una serie de quince óleos parcialmente conservados en el Kunsthistorisches Museum, a la que pertenecen los techos que representan la Coronación del emperador Carlos V en Bolonia y la de Felipe II coronado por Carlos V (1681), en la que se conservan restos de la firma de Jan Erasmus Quellinus como pintor del emperador. Los motivos palladianos de los fondos arquitectónicos, el gusto por los detalles anecdóticos y la variedad y riqueza de color, manifiestan la profunda huella del Veronés en su pintura en fechas avanzadas.

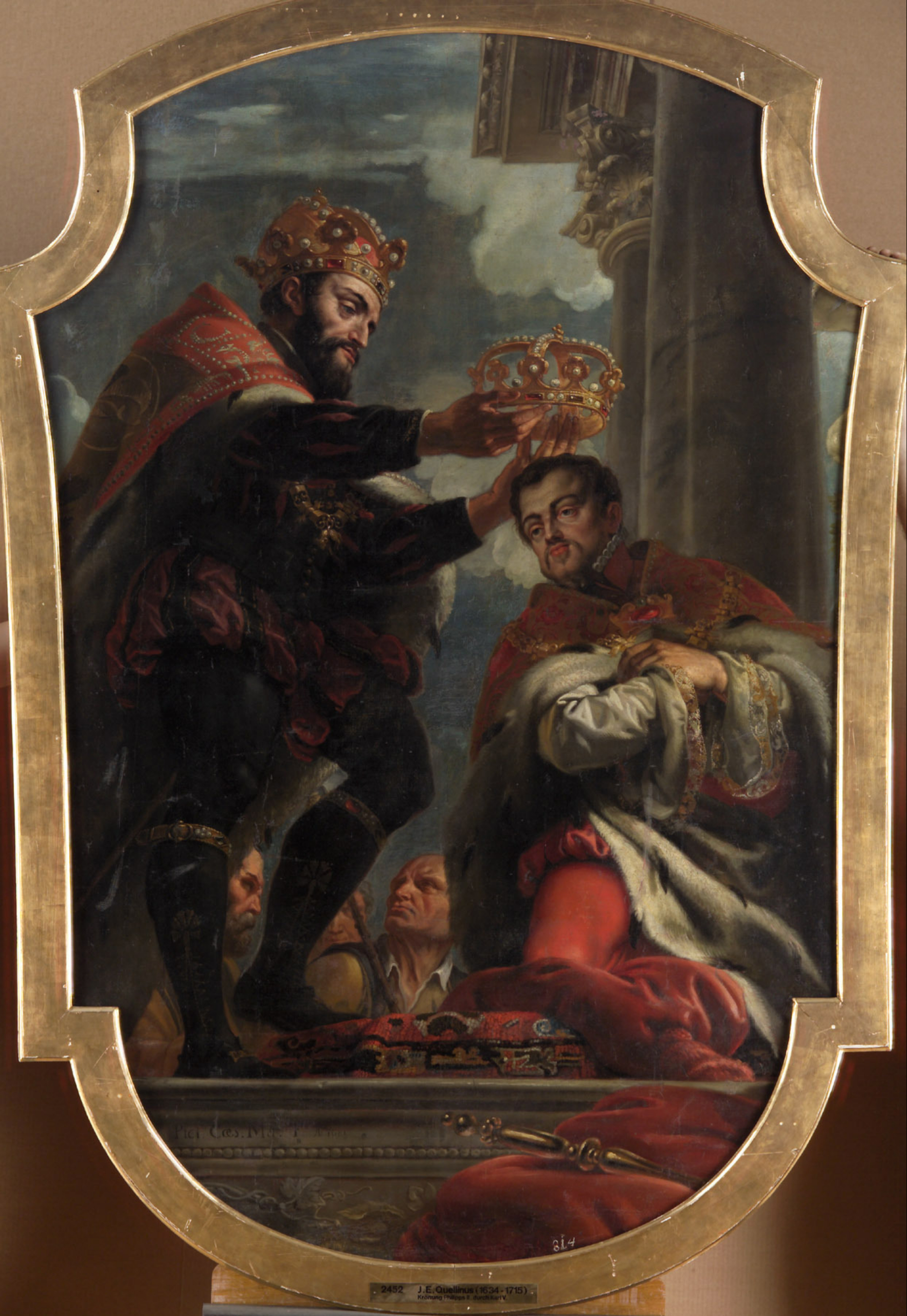
Carlos V coronando a Felipe II, 1681, óleo sobre lienzo, 193 x 124 cm, Viena, Kunsthistorisches Museum.

Desde 1712 y hasta su muerte el 11 de marzo de 1715 residió en Malinas, donde pintó la Última Cena del altar mayor de la Onze-Lieve-Vrouw-over-de-Dijlekerk o iglesia de Nuestra Señora sobre el río Dyle, inspirada todavía en la composición del Veronés.